# Westville, Illinois
Westville là một làng thuộc quận Vermilion, tiểu bang Illinois, Hoa Kỳ. Năm 2010, dân số của làng này là 3202 người.

## Dân số
Dân số qua các năm:
- Năm 2000: 3175 người.
- Năm 2010: 3202 người.